# Zemský okres Roth
Zemský okres Roth (německy Landkreis Roth) je okres v bavorském vládním obvodě Střední Franky. Sídlem správy okresu je město Roth.

## Města a obce
| Města | Obce                                                                                  |
| --- | ------------------------------------------------------------------------------------- |
| 1. Abenberg 2. Greding 3. Heideck 4. Hilpoltstein 5. Roth 6. Spalt Obce s tržním právem (Markt) 1. Allersberg 2. Schwanstetten 3. Thalmässing 4. Wendelstein | 1. Büchenbach 2. Georgensgmünd 3. Kammerstein 4. Rednitzhembach 5. Rohr 6. Röttenbach |

## Sousední okresy
| Růžice kompasu | Fürth                    |                   | Norimbersko               | Růžice kompasu |
| Růžice kompasu | Ansbach                  | Sever             | Neumarkt in der Oberpfalz | Růžice kompasu |
| Růžice kompasu | Ansbach                  | Zemský okres Roth | Neumarkt in der Oberpfalz | Růžice kompasu |
| Růžice kompasu | Ansbach                  | Jih               | Neumarkt in der Oberpfalz | Růžice kompasu |
| Růžice kompasu | Weissenburg-Gunzenhausen | Eichstätt         |                           | Růžice kompasu |